# Stele von Niğde

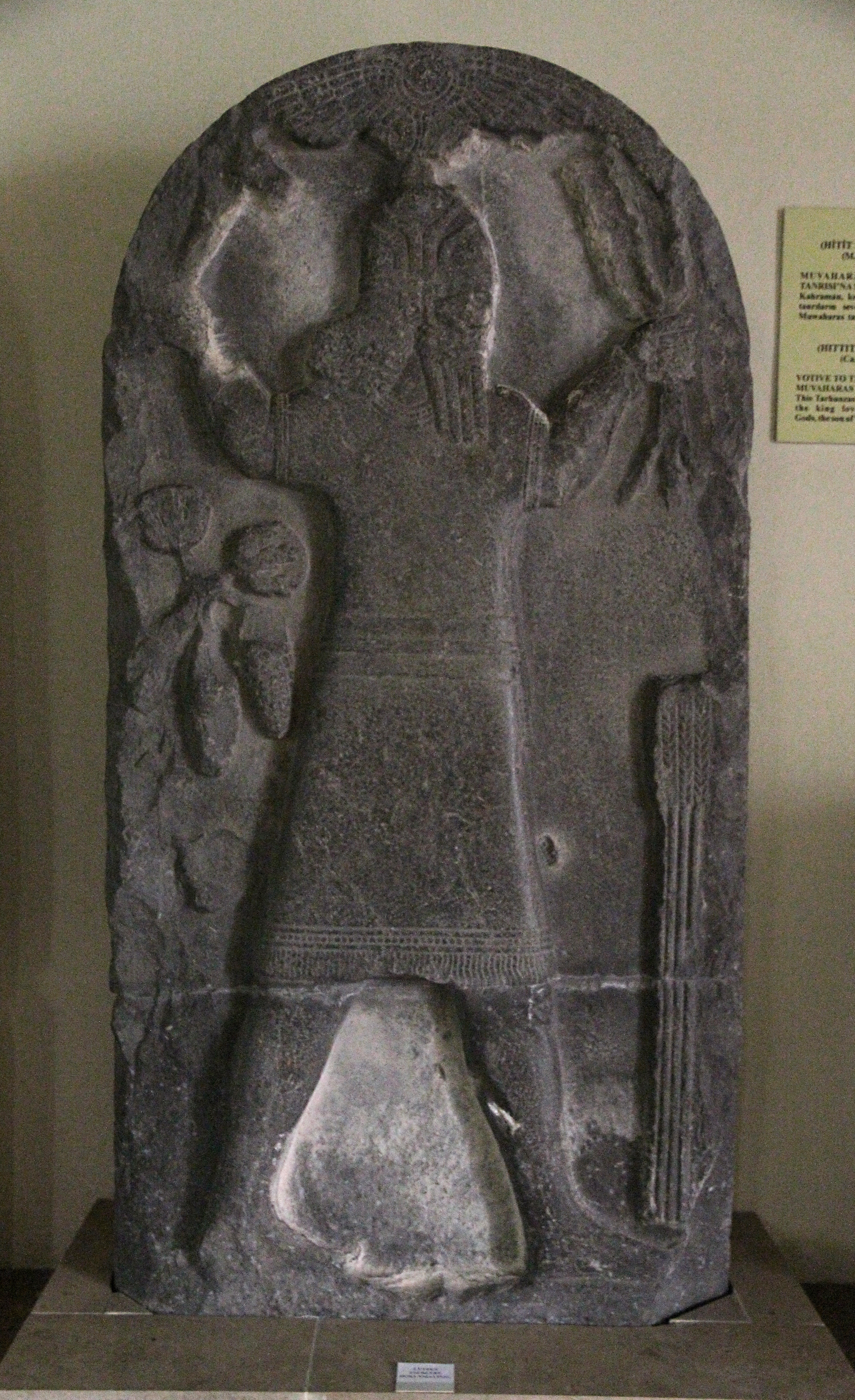
Stele von Niğde

Die Stele von Niğde ist ein späthethitisches Monument aus der heutigen türkischen Provinzhauptstadt Niğde und stammt vom Ende des 8. Jahrhunderts v. Chr.

## Fund

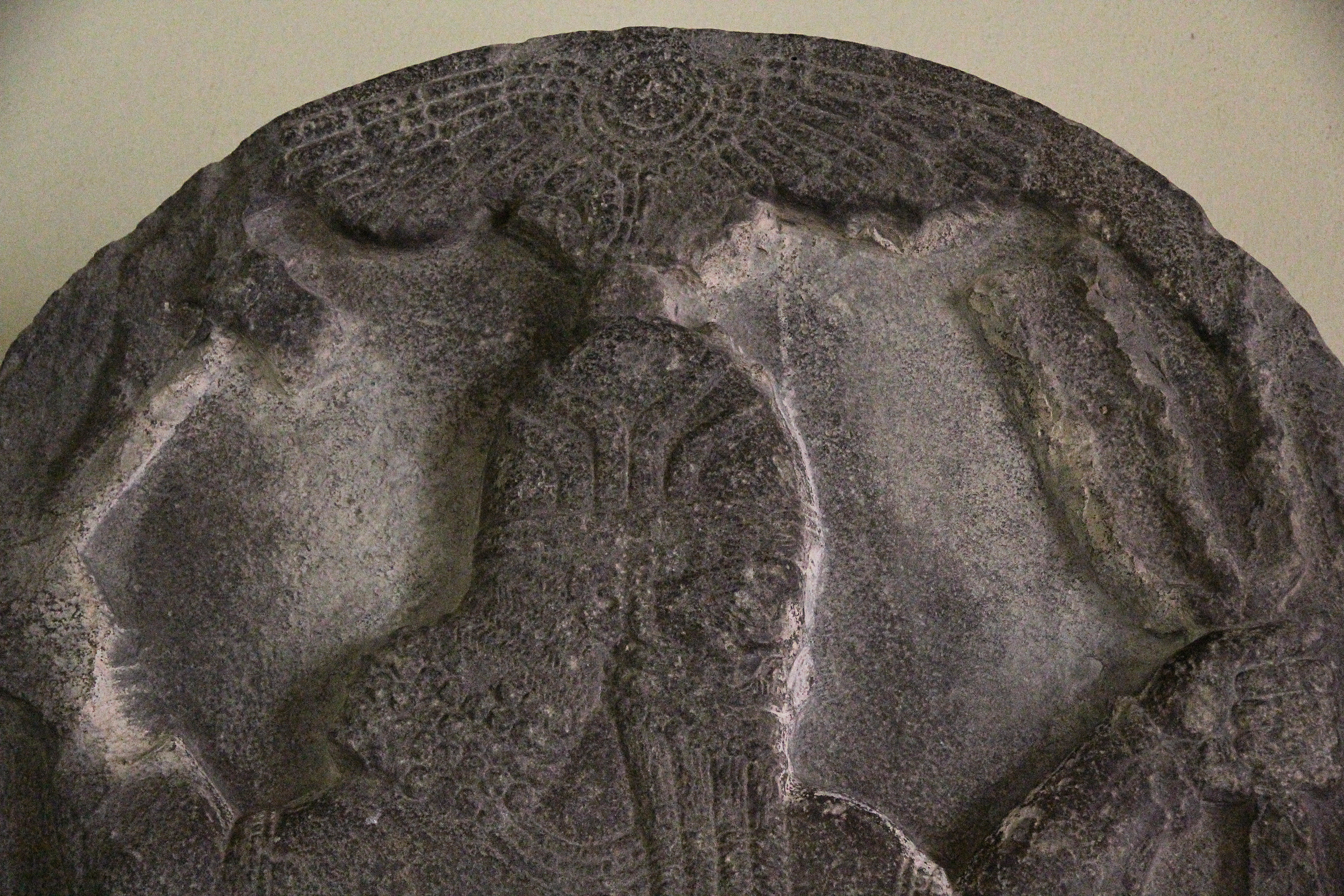
Detail

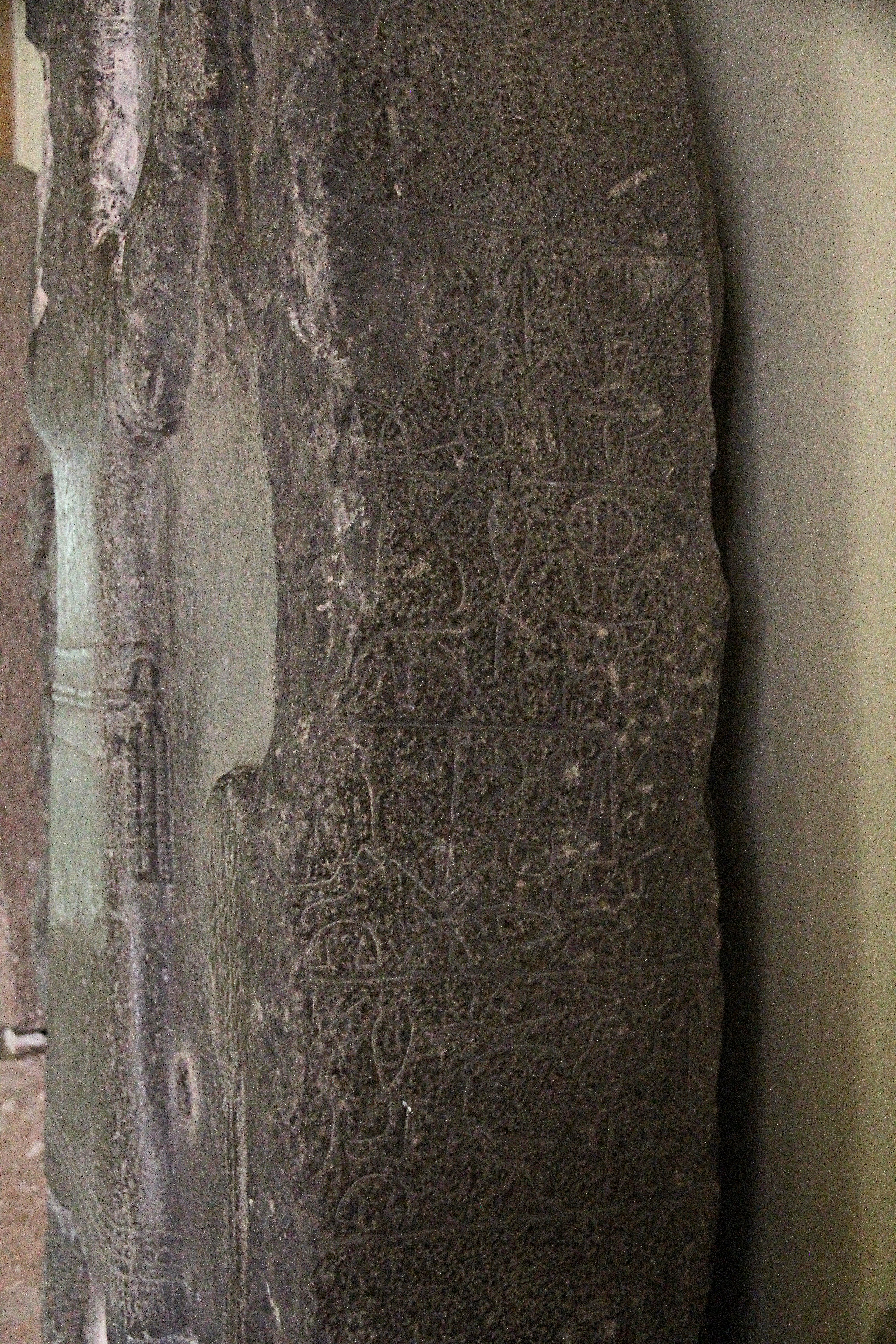
Hieroglyphen-Inschrift

Die Stele wurde am 27. September 1975 nahe dem Burghügel von Niğde in der damaligen Çelebi Hüsamettin Bey Camii (heute Dışarı Camii) gefunden. Sie lag mit der bearbeiteten Seite nach unten als Schwellenstein beim Eingang der Moschee. Sie ist heute im Archäologischen Museum Niğde ausgestellt mit der Inventarnummer 22.1.75.

## Beschreibung
Die aus schwarzem Basalt geschaffene Stele ist 2,18 Meter hoch und einen Meter breit und entspricht einem Typ, der seit dem 10. Jahrhundert v. Chr. bekannt ist. Sie zeigt das Bild des Wettergottes Tarhunzas. Er hält, entsprechend seiner üblichen Darstellung, eine Axt und ein Blitzbündel in den erhobenen Händen. An seinen Füßen sprießen links Weinreben und rechts Getreide, ähnlich der Abbildung auf dem Felsrelief von İvriz. Eine sehr ähnliche Darstellung desselben Gottes zeigt das Felsrelief im etwa 22 Kilometer südlich gelegenen Dorf Gökbez. Die Figur ist in assyrischem Stil gezeichnet, erkennbar an Kleidung sowie an Haar- und Barttracht. Über dem Kopf schwebt die geflügelte Sonnenscheibe, ein traditionelles Symbol hethitischer Herrscher.
Auf der rechten Schmalseite des Steinblocks ist eine Inschrift in luwischen Hieroglyphen eingraviert. Darin schreibt der Autor Muwaharanis, dass er die Stele für Tarhunzas erstellt hat, und bezeichnet sich als König, Sohn des Königs Warpalawa. Die Übersetzung nach John David Hawkins lautet:
This Tarhunzas Muwaharanis [ma]de (?), the Hero, the King, loved by Tarhunzas (and) the gods, the son of Warpalawas, the Ruler, the Hero.
Muwaharani war der Nachfolger seines Vaters Warpalawa auf dem Thron des spätluwischen Königreiches Tuwana, des Nachfolgestaates des hethitischen Tuwanuwa, im Süden der heutigen Provinz Niğde. Da von Warpalawa bekannt ist, dass er 709 v. Chr. noch regierte, kann das Erstellungsdatum des Reliefs auf die Jahre danach datiert werden. Damit ist die Stele das späteste bekannte, datierbare Beispiel eines derartigen Reliefs und einer luwischen Hieroglypheninschrift, einzig die Karatepe-Inschrift ist möglicherweise später entstanden. Mit der Unterwerfung der hethitischen Kleinstaaten in Syrien durch die Assyrer war dort die Tradition der Hieroglypheninschriften verschwunden, hatte aber in Anatolien noch überlebt.